# Тайфунник таїтійський
Тайфунник таїтійський (Pseudobulweria rostrata) — морський птах з родини буревісників (Procellariidae).

## Поширення
Гніздиться на Маркізьких островах, островах Товариства та Гамб'є (Французька Полінезія), у Фіджі, Американському Самоа та Новій Каледонії. Раніше він гніздився на Вануату і може розмножуватися на островах Раротонга (острови Кука). У Позагніздовий сезон живе у відкритому морі в південній частині Тихого океану.

## Підвиди
Виділяють два підвиди:
- P. r. rostrata, (Peale, 1848): гніздиться на Маркізьких і Товариських островах.
- P. r. trouessarti, (Brasil, 1917): розмножується в Новій Каледонії.

Підвидовий статус птахів з інших островів залишається незрозумілою, хоча Брук (2004) відніс їх до rostrata.

## Опис
Тайфунник таїтійський досягає довжини тіла від 38 до 40 сантиметрів. Розмах крил номінальної форми становить 84 см. Явного статевого диморфізму немає. Голова та шия дорослих буревісників темно-коричневі. З іншого боку, різко виділяється білий живіт і біла нижня частина грудей. Верхня сторона тіла рівномірно темно-коричнева, тільки надхвістя має блідо-коричневу пляму. Райдужка темно-коричнева, дзьоб чорний. Ніжки і ступні тілесного кольору.